# Gabriele Nani

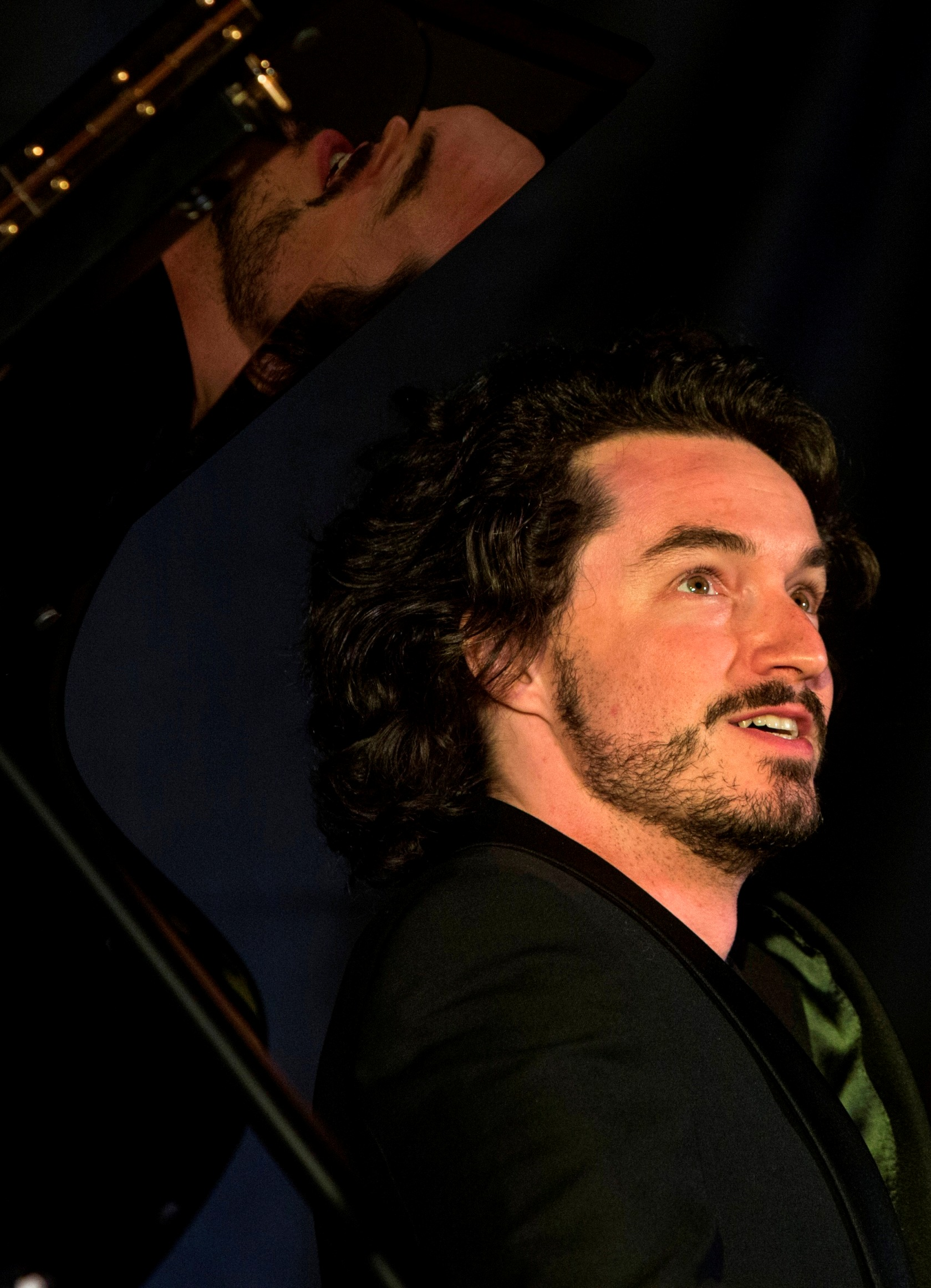
Il baritono Gabriele Nani

Gabriele Nani (Bergamo, 1979) è un baritono italiano.

## Biografia
Baritono lirico, dotato di una notevole estensione vocale, Gabriele Nani è particolarmente noto per le sue qualità tecniche e interpretative, enfatizzate da una dizione estremamente chiara e da alti notevoli.
Nativo di Bergamo, compie la sua formazione musicale con gli studi in pianoforte prima di dedicarsi al canto.
Dopo la vittoria del  Concorso Comunità Europea di Spoleto, inizia la carriera nei teatri italiani: Regio di Torino, Bellini di Catania, Lirico di Cagliari, Festival Puccini di Torre del Lago, Regio di Parma in tournée all'Auditorium Nacional di Città del Messico, Ponchielli di Cremona, Sociale di Como, Grande di Brescia, Municipale di Piacenza, Alighieri di Ravenna, Comunale di Ferrara, Verdi di Padova, Sociale di Rovigo, Giglio di Lucca, Goldoni di Livorno.
All’estero ha cantato a: Théâtre de la Monnaie di Bruxelles in Don Alvaro/Il viaggio a Reims di Rossini, Opera de Massy protagonista in Don Giovanni di Mozart , Theater An Der Wien in Katia Kabanova di Leoš Janáček, Opern Festival Engadin di St. Moritz e Basilea in Belfiore/Un giorno di Regno di Verdi, Musikfestspiele di Potsdam in Figaro/Barbiere di Siviglia e al Festival Rossini di Bad Wildbad in Varner/Adelina di Generali, Figaro / Le Nozze di Figaro al Korea Art Center Opera Theater di Seoul, Silvio/Pagliacci Opera Royal Wallonie di Liegi, Procolo/Le convenienze ed inconvenienze teatrali all’Opera de Fribourg, Losanna e Opéra de Metz Metropole, Schaunard/Bohème Opernfestpiele St. Margarethen Austria.
In concerto si esibisce in Sale e luoghi quali: Marti Talvela Hall di Mikkeli (Finlandia), Teatro Manoel di Malta, Auditorium Art Center di Manama (Bahrein), Sala del museo Enescu di Bucarest, Auditorium di Luxembourg,  Festival Albeniz di Camprodon (Spagna), Shanghai Oriental Art Center Concert Hall (Cina), Zimniy Theatre di Sochi  (Russia).
È tra i vincitori del concorso televisivo di Rai 1 Tour de Chant, dove si distingue per le sue interpretazioni di Figaro di Mozart e Rossini, queste esibizioni sono visibili su Youtube.
Lavora con direttori quali Zoltán Peskó, Carlo Boccadoro, Evelino Pidò, Donato Renzetti, Paolo Arrivabeni, Tiziano Severini, Carlo Goldstein, Steven Mercurio, Alfred Eschwé, George Pehlivanian, Kirill Petrenko, Asher Fisch, Juraj Valcuha e registi quali Hugo De Ana, Robert Dornhelm, Giancarlo Del Monaco, Stefano Poda, Ivan Stefanutti, Marco Gandini, José Cura, Keith Warner, Micha van Hoecke, Michal Znaniecki, Damiano Michieletto, Luca Ronconi.
I ruoli del suo repertorio che maggiormente predilige sono: Figaro/Barbiere di Siviglia Rossini, Malatesta/Don Pasquale, Enrico/Lucia di Lammermoor Donizetti, Marcello/ Bohème Puccini. Ha cantato inoltre: Figaro/Nozze di Figaro Simone/La finta semplice Mozart, Belcore/Elisir d’amore, Enrico/Il Campanello Donizetti, Germont/La Traviata Verdi, Wurm/Le Villi, Sharpless/Madama Butterfly, Franck/Edgar Puccini. Tra il repertorio contemporaneo: Il Prigioniero e Job/Dalla piccola, le prime rappresentazioni mondiali di Le piccole storie di Lorenzo Ferrero e Arcibaldo Sonivari Mario Pagotto al Teatro Pavarotti di Modena.
La sua discografia include: La vedova allegra di Lehár con la direzione di Asher Fisch DVD Fabbri Editori, Adelina/Generali in prima registrazione per CD Naxos, Don Pasquale/Donizetti al Teatro Olimpico di Vicenza DVD Bongiovanni, La Sonnambula/Bellini nell’allestimento di Hugo de Ana DVD Dynamic, La Boheme/Puccini al Opernfespiele di St. Margarethen con la regia di Robert Dornhelm DVD Gramola.
Nel 2017 è pubblicato per l'etichetta Andromeda il suo CD "Un vulcano la mia mente" dedicato al repertorio del Belcanto: un viaggio temporale tra i massimi Operisti dell'Ottocento: Rossini, Bellini, Donizetti, Verdi, Puccini, Massenet, Leoncavallo. Una galleria di ritratti in cui rivive lo spirito del romanticismo musicale italiano.
è protagonista del film/cortometraggio "Il sogno di Rigoletto" per la regia di Mauro Maletti e del cortometraggio “Il Barbiere oggi è tutto” di Angelo Radicchi, finalista Premio "L'anello debole" al Capodarco corto film Festival.
Tra le produzioni recenti: Enrico/Lucia di Lammermoor in Francia al Festival di Opéra Eclaté, Opéra Theatre Clermont Ferrand e Opéra de Massy; Schaunard/La Bohème al Teatro Reale di Copenaghen, Marcello/Bohème al Teatro Sociale di Como Aslico, Figaro/Il Barbiere di Siviglia al Teatro Vittorio Emanuele di Noto nell'allestimento di Davide Garattini Raimondi, Fabrizio/La Locandiera di Antonio Salieri al Teatro Consorziale di Budrio.
Debutta il ruolo di Figaro/ Il Barbiere di Siviglia di Giovanni Paisiello al Paisiello Festival di Taranto;  Figaro/Il Barbiere di Siviglia di Rossini al Théâtre Impérial di Compiègne (Francia) e al Teatro degli Arcimboldi di Milano nell'allestimento AS.LI.CO diretto da Michele Spotti.
È invitato insieme alle star internazionali Elisabeth Leonskaja, Vadim Repin, Jens Lindemann per il concerto inaugurale del Sochi Winter International Festival (Russia) diretto da Jury Bashmet. 
In Colombia canta al Cartagena International Music Festival 2018 in una tournée di concerti sulla trilogia di Mozart/Da Ponte e nel 2019 Guglielmo/Così fan tutte nell'allestimento del Festival dei due mondi di Spoleto per la regia di Giorgio Ferrara.
Debutta i ruoli di Max Starner/Betly Donizetti regia di Stefano Monti in tournée per le celebrazioni del 100º anniversario del Dono Nazionale Svizzero a Birmensdorf, Locarno e Yverdon;  Dandini/La Cenerentola alla CO2 Salle la Tour-de-Treme per Opéra de Champ (Svizzera); Pietro il Grande/Donizetti al Donizetti Festival 2019 di Bergamo; Belcore/L'elisir d'amore al Teatro Sociale di Sondrio diretto da Lorenzo Passerini; Figaro/Il Barbiere di Siviglia nello scenario naturale Festival "I suoni delle Dolomiti" ideato da Mario Brunello (prima esecuzione di un'Opera lirica a oltre 2000 metri di altitudine); Silvio nel Dittico Cavalleria Rusticana/Pagliacci al Theatre del La Monnaie di Bruxelles nell'allestimento di Damiano Michieletto.
Nel 2020 è Figaro/Il Barbiere di Siviglia nella stagione estiva della Fondazione Teatro Coccia di Novara. Nel 2021 Malatesta/Don Pasquale al Amaia K.Z. di Irun (Spagna). Nel 2022 torna al Theatre de la Monnaie di Bruxelles per Il Trittico di Puccini diretto da Alain Altinoglu regia Tobias Kratzler, Silvio/Pagliacci a L'Opera de Massy (Francia), la prima mondiale dell'Opera rock scritta da Stevart Copeland The Witches Seed al Festival Tones of the Stones, ripresa nel 2024 al Teatro degli Arcimboldi di Milano,  Don Giovanni nel ruolo del titolo al Teatro Municipale di Casale Monferrato e Sociale di Vercelli. Nella scorsa stagione Silvio/Pagliacci a Sassari per l'Ente lirico De Carolis, Schaunard/Boheme in Svizzera al Festival Stand'été, Scharpless/Butterfly al Teatro Buzzati di Belluno. Tra i prossimi impegni il debutto nel ruolo di Escamillo/Carmen in Svizzera per Opéra de Champ in Novembre 2024.
Dal 2021 inizia un'intensa attività concertistica in duo con il Maestro Emanuele Delucchi, proponendo programmi di liriche per baritono e pianoforte di rara esecuzione e temi quali: "A baritone for Dante" opere e liriche da camera con testi e personaggi danteschi eseguito nell'ambito delle manifestazioni per Dante700 nel 2021 al Festival Musicale Varesino e Arona Musica Festival; "Ipocondria, amore e follia" liriche da camera e d'Opera di Rossini, Verdi, Thomas su soggetti di Shakespeare eseguito per il Festival Paganiniano di Carro 2022; "Cataloghe de Fleurs" liriche da camera di Darius Mihanud eseguito al Suoni d'Arte Festival di Genova nel 2023; "De l'art spendeur immortelle" personaggi e Opere legate al regno di Elisabetta I d'Inghilterra eseguito nella Stagione concetistica 2023 al Theatre de La Monnaie di Bruxelles, Dante e Shakespeare e composizioni in 1a esecuzione assoluta al Capraia Musica Festival 2024.